# Itarotathra amplipennis
Itarotathra amplipennis är en insektsart som först beskrevs av Lucien Chopard 1925.  Itarotathra amplipennis ingår i släktet Itarotathra och familjen syrsor. Inga underarter finns listade i Catalogue of Life.